# Айлагуська печера
Айлагуська печера (рос. Айлагушская) — печера на Алтаї, Республіка Алтай, Росія.  Загальна протяжність — 438 м. Глибина печери — 25 м, амплітуда висот — 33 м; загальна площа — N/A м²; об'єм — N/A м³.  Печера відноситься до Центрально-Алтайської області Алтайської провінції Алтай-Саянської спелеологічної країни. Кадастровий номер 5033/8701-1Z.